# Angiolo Orvieto
Angiolo Orvieto (Firenze, 18 giugno 1869 – Firenze, 4 dicembre 1967) è stato un poeta italiano, fondatore e primo direttore nel 1896 della rivista Il Marzocco, presidente tra il 1914 e il 1919 della "Società Leonardo Da Vinci", e fondatore nel 1950, con Giorgio La Pira e Arrigo Levasti, dell'"Amicizia Ebraico-Cristiana di Firenze".

## Biografia
Angiolo Orvieto nasce a Firenze il 18 giugno 1869 da una famiglia ebrea, con profondi legami con le vicende del Risorgimento italiano. Il padre fiorentino, Leone Orvieto, è titolare del "banco" omonimo; della madre mantovana, Amalia Cantoni, sono fratelli lo scrittore lombardo Alberto Cantoni e il garibaldino Luigi Cantoni, volontario in Trentino con Giuseppe Garibaldi nel 1866.
Dapprima Angiolo studia privatamente, con il fratello Adolfo Orvieto, sotto la guida di David Castelli. Frequenta quindi il Liceo ginnasio Dante, e infine l'Istituto di Studi Superiori. Nel 1887 soggiorna a Berlino, dove entra in contatto con la cultura d'oltralpe. Rientrato a Firenze fonda nel 1889 una prima rivista, la Vita Nuova, dove pubblica le sue prime opere poetiche, poi raccolte in volume nel 1893 sotto il titolo La sposa mistica. Sulle pagina della rivista fiorentina compaiono nel 1890 anche le prime Myricae pascoliane. L'amicizia e la collaborazione con Giovanni Pascoli accompagneranno Angiolo per gli anni a venire.
Dopo una breve parentesi nel 1893 a La Nazione letteraria, Orvieto fonda e dirige nel 1896 una nuova rivista Il Marzocco, destinata negli anni e decenni successivi ad un rapido sviluppo sotto la direzione di Enrico Corradini e quindi del fratello Adolfo Orvieto, fino alla chiusura nel 1932.
Nel 1898-99, Angiolo lasciò Firenze per imbarcarsi in un viaggio attorno al mondo, che lo portò a visitare le Americhe, l'Estremo e Medio Oriente. Rientrato a Firenze, sposa nel 1899 la scrittrice Laura Cantoni Orvieto. Lasciatasi alla spalle l'esperienza de Il Marzocco, è coinvolto nella fondazione nel 1902 e nelle attività della Società Leonardo Da Vinci, della quale assumerà la presidenza tra il 1914 e il 1919. Per il compositore Giacomo Orefice, scrisse i libretti di due opere (Chopin, Mosè) ed altre composizioni che saranno rappresentate con disuguali o alterni successi tra il 1901 e il 1907. Nel 1908 promuove con Girolamo Vitelli la costituzione della "Società italiana per la ricerca dei papiri greci e latini in Egitto". Nel 1911 realizza il progetto di riapertura agli spettacoli del Teatro romano di Fiesole, divenendo nel 1913 Presidente del "Comitato del Teatro Romano di Fiesole". È anche socio, consigliere e tesoriere (1925-37) della Società Dantesca Italiana, cui finanzia personalmente i restauri della sede al Palazzo dell'Arte della Lana a Firenze.
Dopo un lungo periodo di silenzio poetico, pubblica nel 1925 Primavere delle cornamusa e nel 1928 la raccolta Il vento di Sion, un'opera quest'ultima per tanti versi profetica della quale il protagonista è un ebreo fiorentino del '500, Dattilo, che vede addensarsi all'orizzonte tempi cupi e provvedimenti discriminatori nei confronti della propria gente.
Le leggi razziali fasciste del 1938 furono un trauma per un intellettuale che così attivamente si era impegnato nella vita culturale italiana. Dall'esperienza di discriminazione nasce la raccolta poetica: I canti dell'escluso.
Durante l'occupazione tedesca nell'inverno 1943-1944, Angiolo Orvieto e la moglie Laura Orvieto trovano rifugio a Borgo San Lorenzo nel Ricovero francescano di S. Carlo, gestito da Padre Massimo da Porretta. Parrà quindi naturale ad Angiolo unirsi nel 1950 ad Arrigo Levasti e Giorgio La Pira nella fondazione della Amicizia Ebraico-Cristiana di Firenze, la prima associazione di dialogo ebraico-cristiano in Italia ed una delle più antiche anche a livello europeo. L'Associazione, fin dall'inizio aperta a laici, ebrei e cristiani di ogni denominazione, fu ispirata all'appello dello storico ebreo francese Jules Isaac e alle esperienze di aiuto agli ebrei fiorentini nel periodo dell'Olocausto da parte di sacerdoti e giusti tra le nazioni come don Leto Casini e padre Cipriano Ricotti.
Angiolo Orvieto muore a Firenze nel dicembre del 1967.
Le sue carte, con una nutrita corrispondenza, sono conservate a Firenze, al Gabinetto Vieusseux.

## Opere
- La sposa mistica e altri versi (Firenze: Fratelli Bocca, 1893)
- Chopin (Milano: Sonzogno, 1902)
- Mosè (Milano: Sonzogno, 1905)
- Primavere delle cornamusa (Firenze: Bemporad, 1925)
- Il vento di Sion (Firenze: Casa Editrice Israel, 1928)
- Il gonfalon selvaggio (Milano: Mondadori, 1934, 2ª ed.)
- Poesie scelte (Firenze: Olschki, 1979)